# فلوريدا (بوينس آيرس)
فلوريدا (بالإسبانية: Florida, Buenos Aires)‏ هي منطقة سكنية تقع في الأرجنتين في Vicente López Partido. يقدر عدد سكانها بـ 59,844 نسمة وترتفع عن سطح البحر 13 متر.

## معرض صور

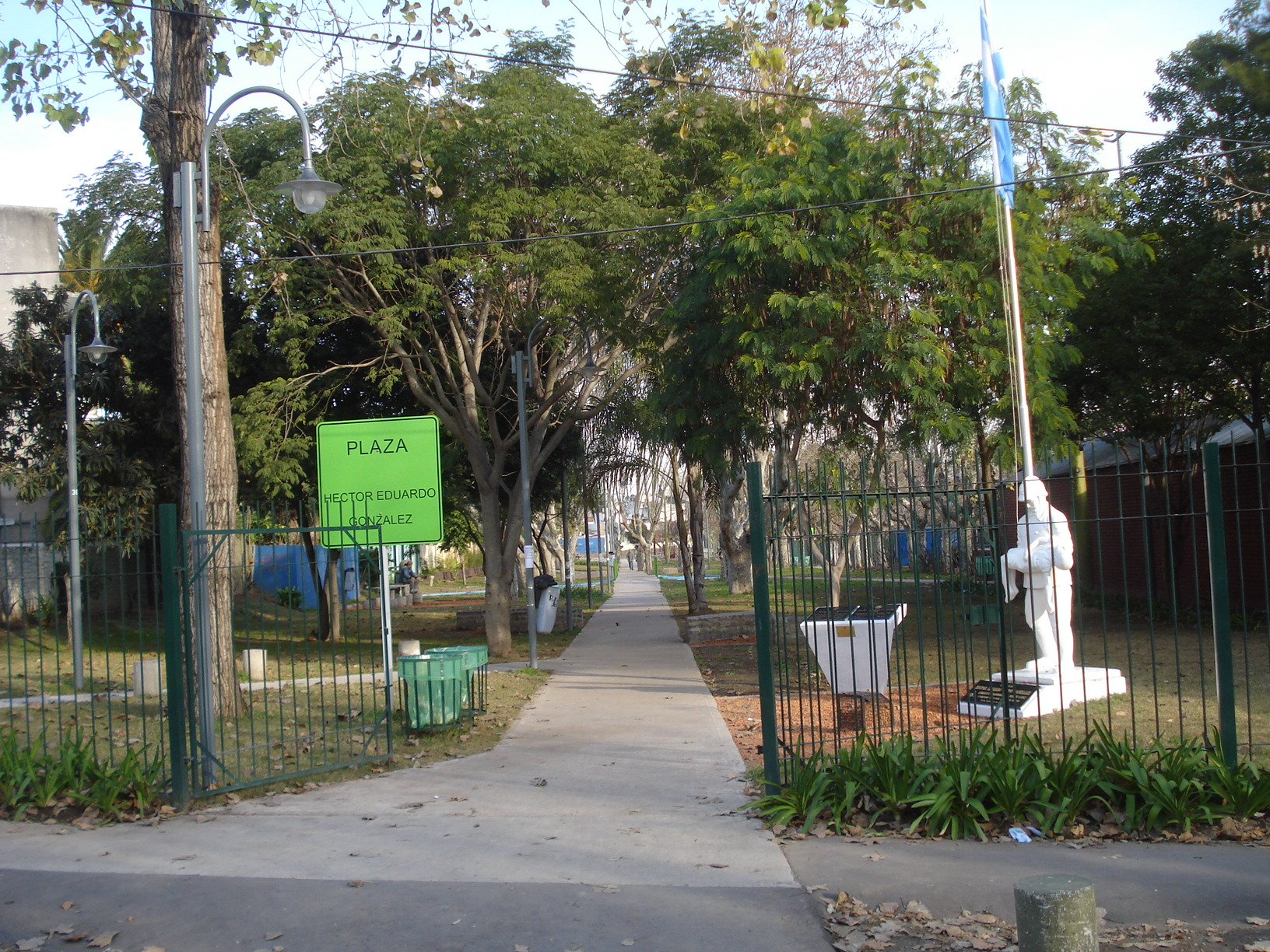
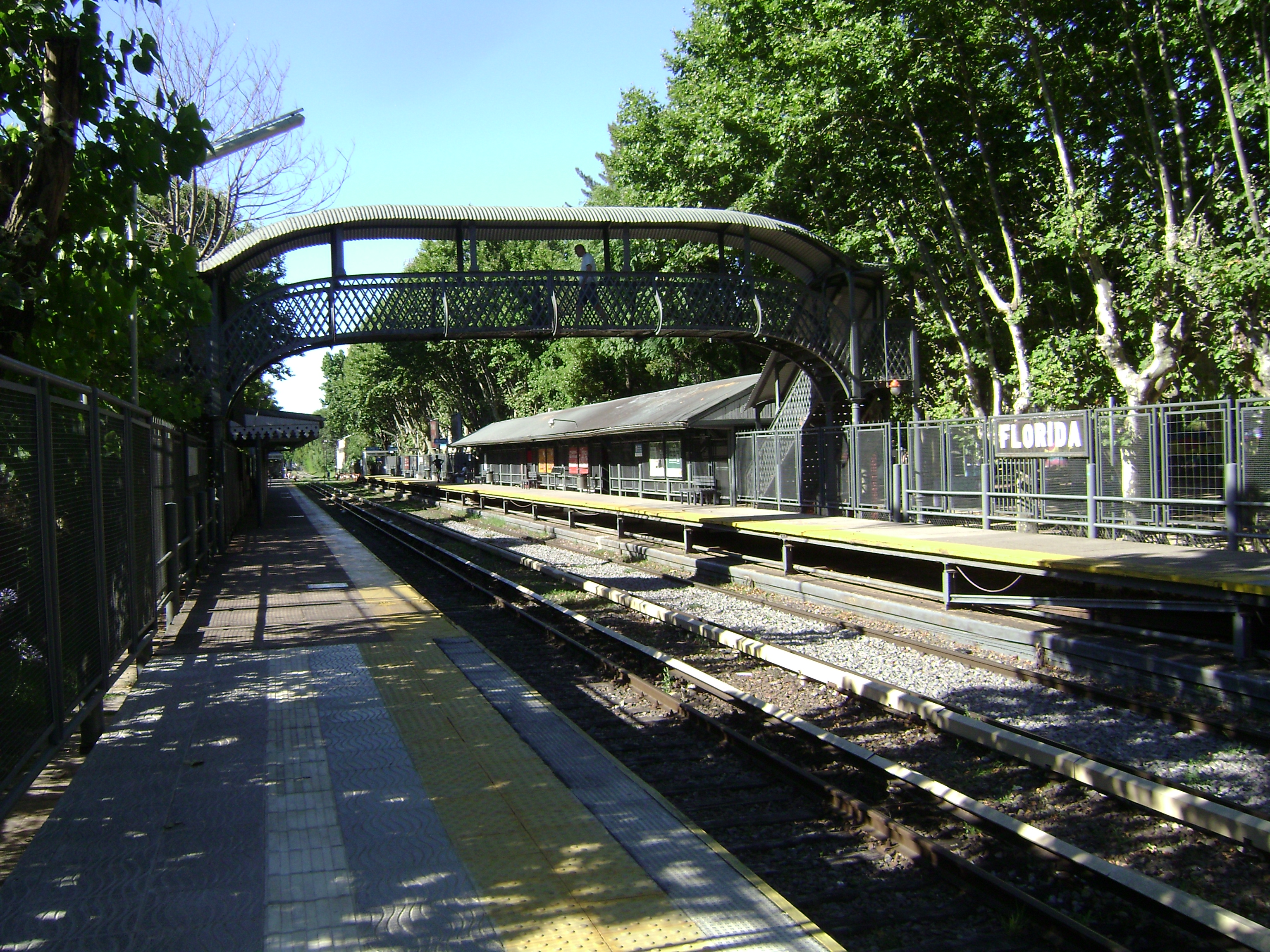
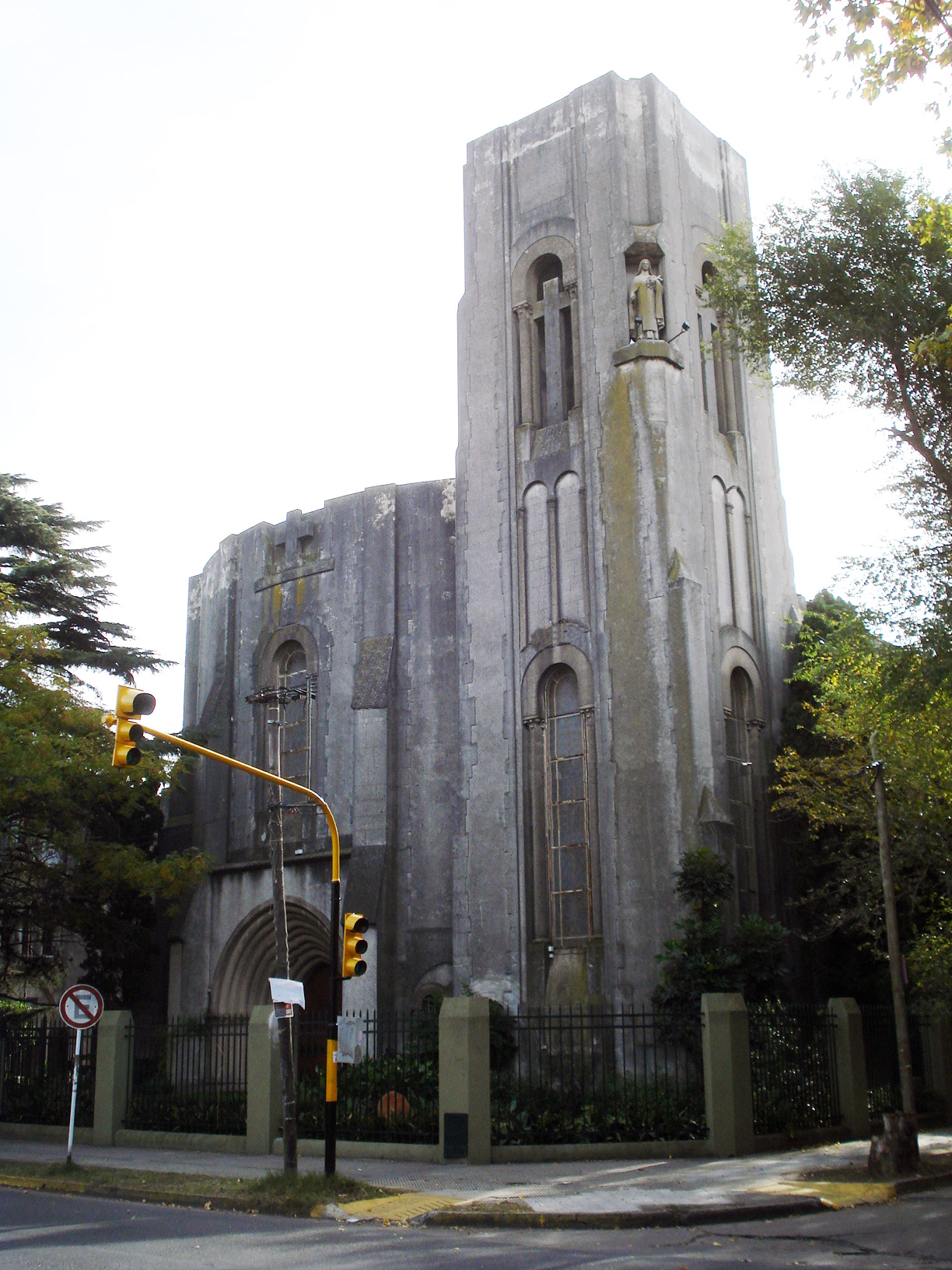
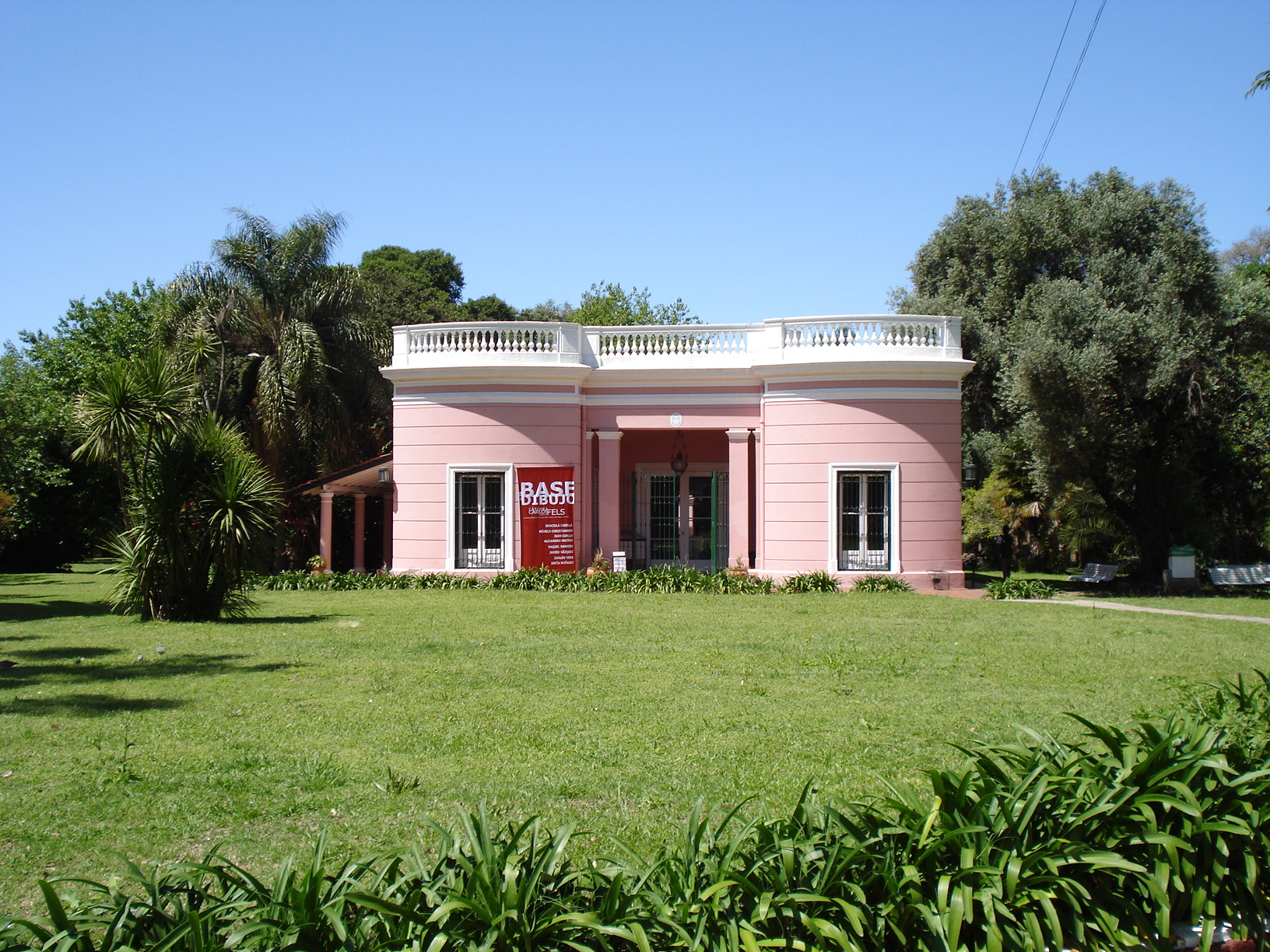
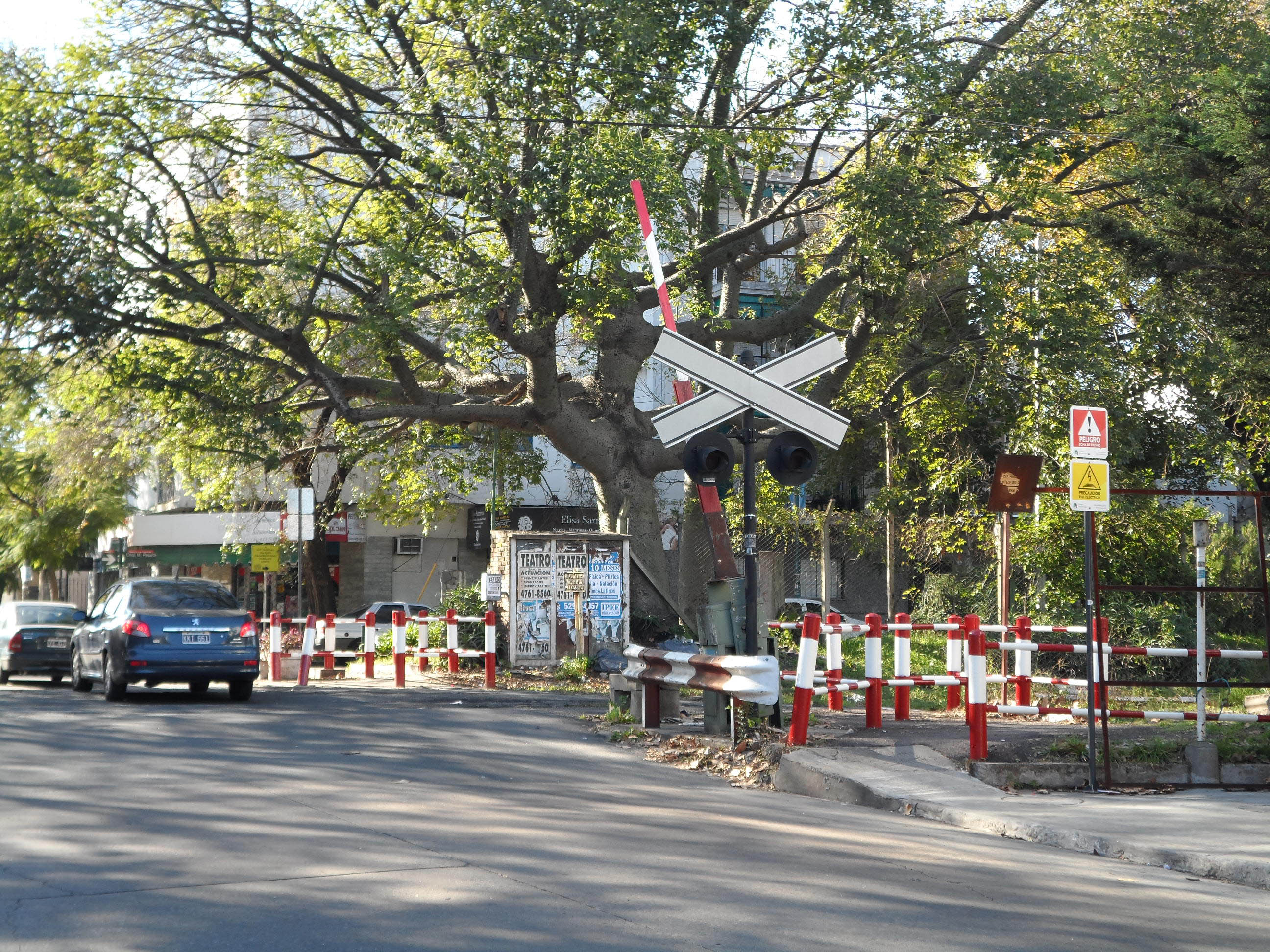

## أعلام
- أوزفالدو ألفاريز غيريرو
- هرنان كرسبو
- ميغيل أنخيل سباستيان روميرو
- لوكاس كالابريس
- داميان ليزيو